# Zęby smoka

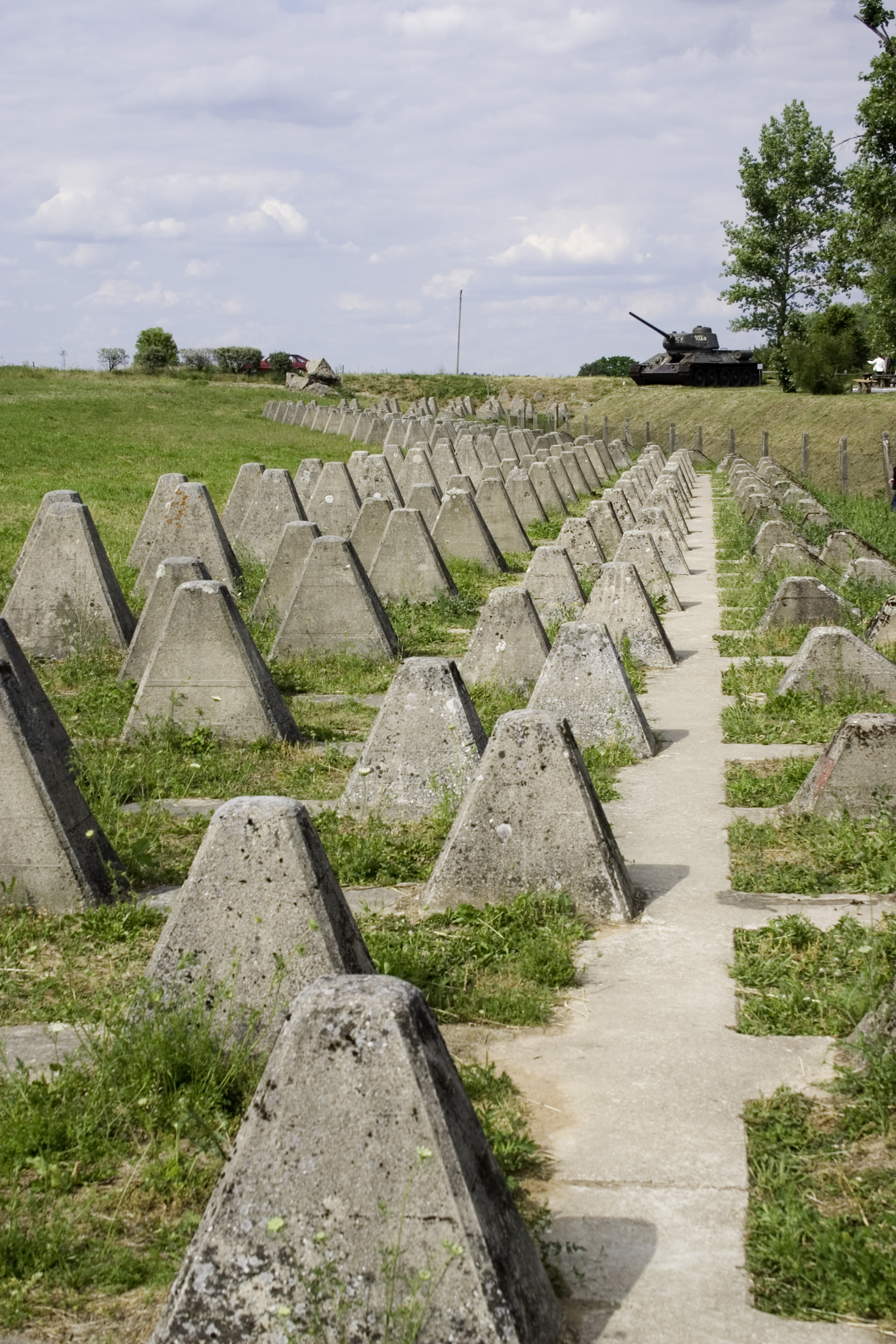
Zęby smoka w Międzyrzeckim Rejonie Umocnionym

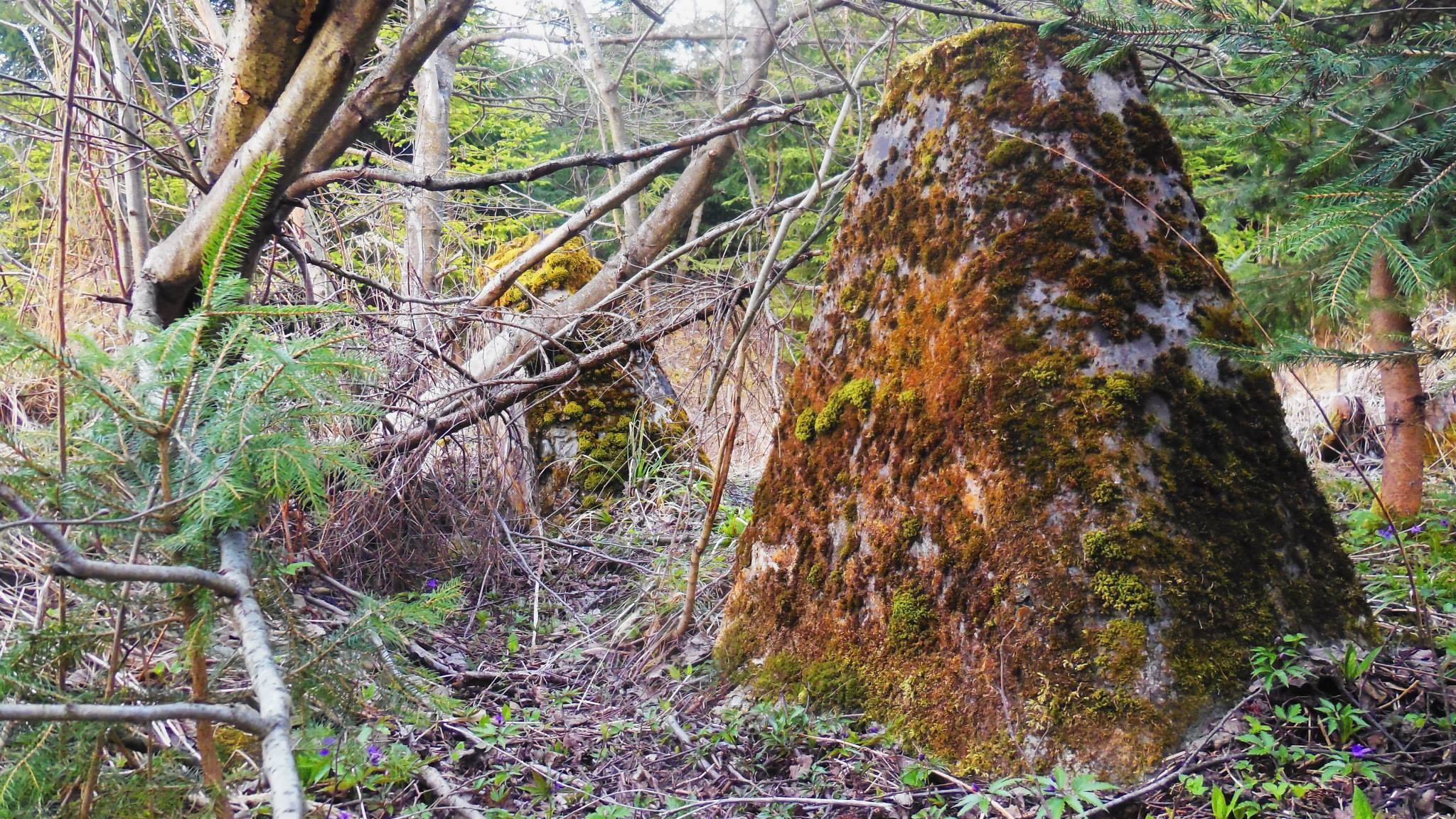
Zęby Smoka w Lalikach

Zęby smoka – zwyczajowa nazwa fortyfikacji używanej jako bariera przeciwczołgowa. Tworzą ją żelbetowe bryły o kształcie ostrosłupa ściętego, wysokie na 90–120 centymetrów. Zęby smoka są ustawiane w kilku rzędach na wspólnym fundamencie. Spowolniają one czołgi przeciwnika na tyle, że stają się łatwym celem dla oddziałów przeciwpancernych. Czołgi są nisko zawieszone i zwykle nie mają siły, by skruszyć tyle betonu przez napór. Zniszczenie zębów zajmuje wrogowi cenny czas. Budowle te łączone są z innymi przeszkodami, na przykład rowami przeciwczołgowymi.
Bariery takie były powszechnie używane na frontach II wojny światowej. W Polsce można je obserwować na przykład w Międzyrzeckim Rejonie Umocnionym.